# Wuttichai Masuk
Wuttichai Masuk (thailändisch วุฒิชัย มาสุข; * 16. März 1990 in Buri Ram (Provinz)) ist ein thailändischer Amateurboxer im Halbweltergewicht.

## Boxkarriere
Wuttichai zählt zu den besten Boxern im asiatischen Raum. Er gewann die Asienmeisterschaften 2009 in Zhuhai, die Südostasienspiele 2013 in Naypyidaw, die Asienspiele 2014 in Incheon, die Südostasienspiele 2015 in Singapur, die Asienmeisterschaften 2015 in Bangkok und die Südostasienspiele 2017 in Kuala Lumpur. Darüber hinaus gewann er 2009 eine Bronzemedaille bei den Südostasienspielen in Vientiane, 2010 eine Bronzemedaille bei den Asienspielen in Guangzhou und 2018 ebenfalls eine Bronzemedaille bei den Asienspielen in Jakarta.
Er boxte auch für die Bangkok Elephants in der World Series of Boxing und gewann internationale Turniere in Thailand, Kasachstan und Taiwan. Bei Weltmeisterschaften konnte er bis 2015 nicht die Medaillenränge erreichen. So unterlag er 2009 in Mailand gegen David Joyce, 2011 in Baku gegen Zdeněk Chládek und 2013 in Almaty gegen Evaldas Petrauskas.
Bei den Weltmeisterschaften 2015 in Doha gewann er schließlich eine Bronzemedaille, nachdem er erst im Halbfinale gegen Fazliddin Gʻoibnazarov ausgeschieden war. Zudem qualifizierte er sich für die Olympischen Spiele 2016 in Brasilien, wo er aber im Achtelfinale gegen Gary Antuanne Russell ausschied.
Bei den Weltmeisterschaften 2019 in Jekaterinburg schied er vor dem Erreichen der Medaillenränge gegen Abylaichan Schüssipow aus.